# Marianka
Marianka es un municipio del distrito de Malacky en la región de Bratislava, Eslovaquia, con una población estimada a final del año 2024 de 2341 habitantes.
Se encuentra ubicado al norte de la región, en el valle del río Morava y cerca de la frontera con la región de Trnava y con Austria.

## Demografía
| Año        | 1994 | 2004     | 2014     | 2024     |
| ---------- | ---- | -------- | -------- | -------- |
| Población  | 927  | 1037     | 1714     | 2341     |
| Diferencia |      | +11,86 % | +65,28 % | +36,58 % |

| Año        | 2023 | 2024    |
| ---------- | ---- | ------- |
| Población  | 2332 | 2341    |
| Diferencia |      | +0,38 % |